# Xilosa isomerasa
En enzimología, se denomina xilosa isomerasa  a una enzima que cataliza la interconversión de D-xilosa
y D-xilulosa. Esta enzima pertenece a la familia de las isomerasas, específicamente las oxidoreductasas intramoleculares que toman parte en la transformación entre aldosas y cetosas. La xilosa isomerasa también se conoce como glucosa isomerasa, debido a su capacidad de convertir glucosa en fructosa. El nombre sistemático de esta clase de enzimas es D-xilosa aldosa-ketosa-isomerasa. Otros nombres de uso común son D-xilosa isomerasa, D-xilosa ketoisomerasa, y D-xilosa ketol-isomerasa. Es de gran importancia en la industria alimenticia para la producción de jarabe de fructosa; también es de interés en la producción de etanol a partir de xilano.

## Historia
Los primeros en observar la actividad de la xilosa isomerasa fueron dos investigadores de la Universidad Case Western Reserve, Mitsuhashi y Lampen, mientras estudiaban el metabolismo de la D-xilosa en la bacteria Lactobacillus pentosus en 1953. A lo largo de los años, se ha descubierto la presencia de la enzima en numerosos microorganismos y en plantas. Entre 1969 y 1977 se publicaron estudios de las propiedades moleculares y catalíticas de varias xilosa isomerasas, producidas por Lactobacillus brevis y xylosus, Bacillus coagulans, Streptosporangium albus y Streptomyces griseolus. La estructura de la enzima se determinó por vez primera en 1984 por cristalografía de rayos X. 
En 1990, un grupo de la universidad de Gante, determinó la existencia de dos tipos de xilosa isomerasa, diferenciados por la longitud de la enzima y con diferentes propiedades físicas y catalíticas, aunque dedujeron que el mecanismo de funcionamiento era común a ambos, dada una secuencia de aminoácidos clave que todas poseen en común. El mecanismo detallado de funcionamiento de la enzima se determinó a partir de varias estructuras de la enzima a alta resolución publicadas en 1991 y 1992.
En 1957, Earl Kooi y Richard Marshall, empleados de la empresa de alimentación Corn Products International, descubrieron que la enzima también catalizaba la conversión de la D-glucosa a D-fructosa, lo que marcó el comienzo de una serie de estudios para explorar su potencial uso en la industria de la alimentación, al ser la fructosa el doble de dulce que la sucrosa (azúcar común). Marshall obtuvo una patente para la conversión de glucosa a fructosa por la xilosa isomerasa, pero fue invalidada y al final abandonó este campo de investigación por no poder desarrollar un proceso comercialmente viable adecuado a escalas industriales. En Japón siguieron investigándose técnicas para la inmovilización de la enzima durante el proceso de catálisis para facilitar su posterior reutilización y abaratar la producción comercial de fructosa, y la compañía estadounidense Clinton Corn Processing llegó a un acuerdo con el gobierno japonés para desarrollar un método basado en la cepa Streptomyces. El desarrollo de esta tecnología era crítico para los Estados Unidos, cuyo suministro de sucrosa había disminuido después de la revolución cubana de 1958. Con el paso de los años el jarabe de maíz de rico en fructosa manufacturado mediante la xilosa isomerasa ha reemplazado casi totalmente la sucrosa en las bebidas de refrescos en ese país.

## Función
La xilosa isomerasa es una oxidorreductasa que cataliza las transformación reversible entre la aldosa D-xilosa
y la ketosa D-xilulosa mediante la transposición de un átomo de hidrógeno entre dos átomos en posiciones vecinas, aunque igualmente puede realizar la misma transformación entre otros bioazúcares de los mismos tipos, en particular la D-glucosa y D-fructosa. Se encuentra en numerosas bacterias capaces de metabolizar xilosa, molécula resultante de la degradación de la hemicelulosa presente en los organismos vegetales. Los organismos que no poseen esta enzima, como las levaduras, precisan de dos reacciones distintas para realizar la misma conversión, catalizadas por la xilosa reductasa y xilitol dehidrogenasa respectivamente.
La reacción de isomerización sigue la cinética de Michaelis-Menten con valores de Km en el rango de 0.005-0.093 M para la xilosa, y entre 2 y 500 veces mayor para otros sustratos, para los que la enzima presenta un menor especifidad. En el caso de la glucosa, Km alcanza valores de 0.086-0.92 M.
y alcanza un estado de equilibrio para concentraciones de xilosa y xilulosa en proporción de 84-86 % a 16-14 %, mientras que la concentración de equilibrio entre glucosa y fructosa depende de la temperatura. La xilosa isomerasa precisa de un catión divalente para su funcionamiento, generalmente magnesio, manganeso o cobalto, según la especie. Presenta una gran estabilidad térmica y la temperatura óptima abarca un rango amplio, desde los 45 °C en Lactobacillus brevis hasta los 90 °C en Actinoplanes missouriensis. En cuanto al pH óptimo, suele ser ligeramente alcalino y la proteína es inestable a pH ácidos por debajo de 4-5.. Los alcoholes correspondientes a los sustratos de la enzima, como D-sorbitol, D-manitol y, sobre todo, D-xilitol inhiben la función de la enzima, así como algunos cationes divalentes, como níquel, zinc, cobre, plata y mercurio.

## Características moleculares

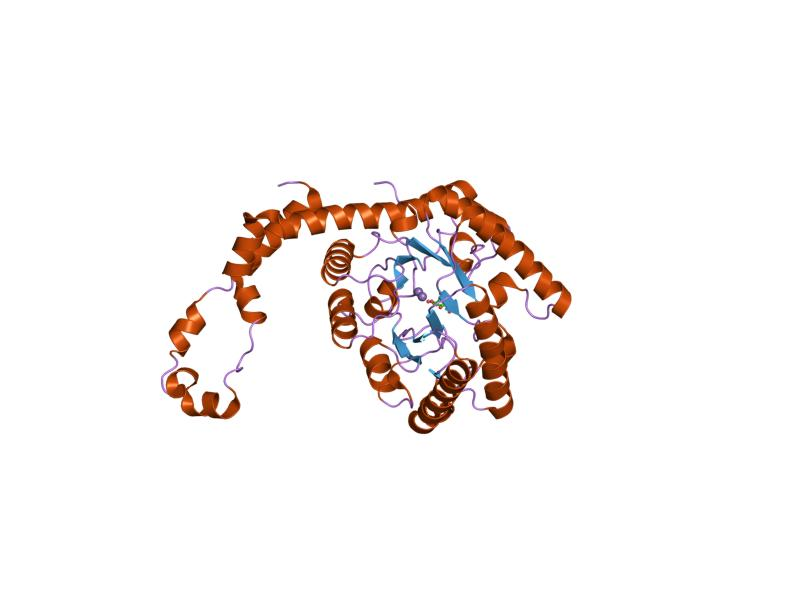
Subunidad de xilosa isomerasa con una molécula de xilosa en el centro activo

La xilosa isomerasa forma generalmente tetrámeros, compuestos de cuatro moléculas idénticas. El peso molecular varía, según la especie, entre 52 y 191 kDa. La molécula está formada por un alto número de aminoácidos acídicos —ácido aspártico y glutámico— y aparecen siempre cationes divalentes asociados a ella. Por ejemplo, la xilosa isomerasa de S. grisoleus cuenta con 4.1 átomos de cobalto y 33 de magnesio por mol de proteína. Las xilosas isomerasas pueden clasificarse en dos grupos. Las del primer grupo, al que pertenecen las xilosa isomerasas de  Escherichia coli y Bacillus subtilis, constan de unos 440 aminoácidos en cada monómero y presentan un alto grado de similitud entre ellas. Las del segundo grupo, que incluye las enzimas de Actinoplanes, Ampullariella y Streptomyces carecen de una cadena de 30-40 aminoácidos presentes en el primer grupo y son más diferentes entre ellas. El segundo grupo se caracteriza por una mayor estabilidad a temperaturas altas. A nivel genético, el primer grupo se asocia con de organismos con ADN con bajo contenido de las bases guanina y citosina —Bacillus, Staphylococcus xylosus, Lactobacillus, E.coli, y Klebsiella pneumoniae— y el segundo, con especies con una proporción alta de dichas bases, como  Streptomyces, Thermus thermophilus, Actinoplanes missouriensis, Ampullariella y Arthrobacter. A pesar de las diferencias entre las enzimas de especies diferentes, los aminoácidos que forman enlaces con el sustrato y conforman el centro activo son similares en todas ellas, con la secuencia fenilalanina-histidina-ácido aspártico-X-ácido aspártico-X-X-prolina-X-glicina en común.

## Mecanismo y sitio activo
La estructura de la xilosa isomerasa se basa en el motivo conocido como barril TIM en el que ocho hélices alfa y ocho láminas beta se entrelazan alrededor de una cavidad central. En el exterior del barril se extiende un bucle secundario que rodea y enlaza una molécula vecina, formando un dímero. La unidad biológicamente activa está conformada por dos dímeros. A un lado de la cavidad formada por el barril se disponen los dos metales covalentes en una geometría octaédrica. Uno de los metales forma enlaces a dos grupos hidroxilos del sustrato, y a cuatro grupos carboxilos de la molécula; el segundo, está coordinado por cuatro grupos carboxilos, una molécula de agua y una histidina, y forma un enlace más débil con el sustrato. Ambos cationes comparten un ácido glutámico.  El otro lado de la cavidad forma una superficie hidrofóbica, cerca de la cual se sitúa una histidina que participa en la ruptura del anillo del sustrato mediante la transferencia de un protón desde el grupo hidroxilo O1 al oxígeno O5 , tras lo cual el glúcido se une a los metales covalentes en una configuración extendida. El primer catión forma un enlace con los hidroxilos O2 y O4, y el segundo, a O1 y O2, formando un carbonio como compuesto de transición. El enlace entre O1 y una amina cataliza el intercambio de hidruro necesario para completar la isomerización.

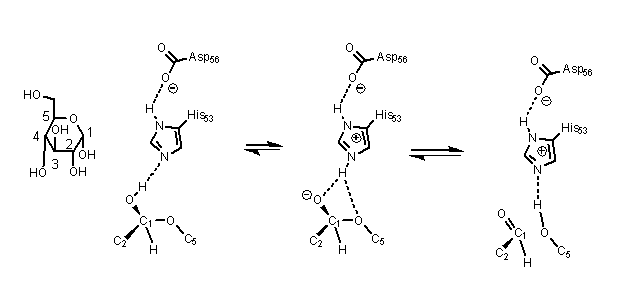
Mecanismo de apertura del anillo de glucosa mediado por la histidina 53 de la xilosa isomerasa de Arthrobacter B3278. El grupo hidroxilo O1 dona un hidrógeno a la histidina que lo transfiere a O5.

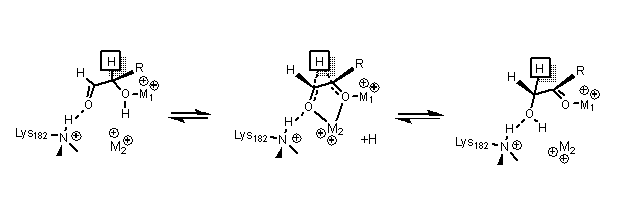
Esquema del mecanismo de isomerización en Arthrobacter B3278.

## Usos
La xilosa isomerosa se utiliza ampliamente en la conversión de glucosa a fructosa para producir jarabe de maíz de alta fructosa, aunque en ciertas zonas geográficas fuera de los Estados Unidos se usan otros cereales —trigo, tapioca, arroz, etc.— como fuente de almidón. La producción de fructosa a partir del almidón consta de tres etapas:
1. Degradación del almidón por la enzima α-amilasa para obtener dextrinas y maltosa, proceso conocido como «licuefacción».
2. Sacarificación o hidrólisis completa del almidón mediante la glucoamilasa y otras enzimas.
3. Isomericación de la glucosa en fructosa por la xilosa isomerasa.

El proceso se realiza a altas temperaturas, entre 60 y 65 °C. La xilosa isomerasa se inmoviliza mediante adsorción a un gel o material similares para poder reutilizarla. La vida media de la enzima inmovilizada a las temperaturas típicas de los biorreactores es de varias semanas; transcurrido ese tiempo, la enzima se degrada por oxidación de la cisteína o reacciones irreversibles con impurezas presentes en el jarabe de fructosa.
La xilosa isomerasa también tiene usos en la producción de biocombustibles a partir del xilano, un componente principal de la hemicelulosa. Las moléculas de xilosa presentes en el xilano se liberan mediante un reacción de hidrólisis, bien mediante el uso de un ácido o bien mediante enzimas. La xilulosa resultante puede convertirse en etanol mediante la fermentación por  levaduras. La conversión de xilosa en etanol es relativamente ineficiente comparada con la fermentación de la glucosa. La manipulación genética de levaduras para equiparlas con el gen de la xilosa isomerasa permite la producción simultánea de etanol por ambas vías.